# Lucky Luke – Szökésben a Daltonok
A Lucky Luke – Szökésben a Daltonok, Duna szinkronban: Lucky Luke – A Daltonok szökésben (eredeti cím: Les Dalton en cavale) 1983-ban bemutatott francia–amerikai rajzfilm, amely Morris és René Goscinny azonos című képregény-sorozata alapján készült. Az animációs játékfilm rendezője Ray Petterson, producere Philippe Landrot. A forgatókönyvet Cliff Roberts írta, a zenéjét Claude Bolling szerezte. A mozifilm a Hanna-Barbera Productions gyártásában készült, a Gaumont forgalmazásában jelent meg. Műfaja kalandos western filmvígjáték.
Franciaországban 1983. december 14-én mutatták be a mozikban. Magyarországon három szinkronos változat is készült belőle, amelyekből az első magyar szinkronnal 1992 májusában adták ki VHS-en, és az MTV2-n vetítették le, a második magyar szinkronnal 2003. január 2-án a Duna TV-n vetítették le, és a Film+-on ismételték meg, a harmadik magyar szinkronnal 2005-ben DVD-n adták ki. A második magyar szinkronnal is kiadták DVD-n, 2014-ben az M2-n is levetítették, majd 2015-ben megismételték.

## Cselekmény
A mozifilmet első-három részből állították össze.

## Szereplők
- Lucky Luke – A világ legjobb képregény hőse vadnyugaton.
- Jolly Jumper – Lucky Luke hűséges beszélő lova.
- Rantanplan – Lucky Luke beszélő kutyája.
- Joe Dalton – A legidősebbik testvér.
- William Dalton – Az idősebbik testvér.
- Jack Dalton – A fiatalabbik testvér.
- Averell Dalton – A magas, és legfiatalabbik testvér.
- Dalton mama – A Dalton fivérek mamája, Sweetie gazdája.
- Sam Marido – A banditák vezére.

## Magyar hangok
| Szereplő                   | Eredeti hang     | Magyar hang                                        | Magyar hang                        | Magyar hang                        |
| Szereplő                   | Eredeti hang     | 1. magyar szinkron (MOKÉP, 1992)                   | 2. magyar szinkron (Duna TV, 2002) | 3. magyar szinkron (VIP Art, 2005) |
| -------------------------- | ---------------- | -------------------------------------------------- | ---------------------------------- | ---------------------------------- |
| Lucky Luke                 | Jacques Thébault | Both András (1. hang) Melis Gábor (2. hang)        | Nagy Ervin                         | Lux Ádám                           |
| Rantanplan                 | Bernard Haller   | Forgács Gábor                                      | Pusztaszeri Kornél                 | Hevér Gábor                        |
| Jolly Jumper               | Roger Carel      | Csák György                                        | Csuja Imre                         | Vass Gábor                         |
| Winston Pendergast ezredes | Roger Carel      | Hollósi Frigyes                                    | Pálfai Péter                       | Forgács Gábor                      |
| Joe Dalton                 | Pierre Trabaud   | O. Szabó István                                    | Sörös Sándor                       | Kassai Károly                      |
| William Dalton             | Pierre Trabaud   | Emőd György                                        | ifj. Jászai László                 | Szokol Péter                       |
| Városi hotel portás        | Pierre Trabaud   | Kiss László                                        | Holl János                         | Versényi László                    |
| Szenátor                   | Pierre Trabaud   | Teizi Gyula                                        | Cs. Németh Lajos                   | Botár Endre                        |
| Jack Dalton                | Gérard Hernandez | Szélyes Imre                                       | Tóth Roland                        | Pálfai Péter                       |
| Börtönigazgató             | Gérard Hernandez | Beregi Péter (1. hang) Kárpáti Tibor (2. hang)     | Kardos Gábor                       | Rudas István                       |
| Sheriff                    | Gérard Hernandez | Kenderesi Tibor                                    | Antal László                       | Dobránszky Zoltán                  |
| Sam Marido                 | Gérard Hernandez | Csuja Imre                                         | Schmidt Zoltán                     | Varga Tamás                        |
| Averell Dalton             | Pierre Tornado   | Csikos Gábor                                       | Háda János                         | Rosta Sándor                       |
| Pék                        | Pierre Tornado   | Pataky Imre                                        | Végh Ferenc                        | Csuha Lajos                        |
| Hentes                     | Pierre Tornado   | Pusztai Péter                                      | Bolla Róbert                       | Szűcs Sándor                       |
| Dalton mama                | Perrette Pradier | Tábori Nóra                                        | Kassai Ilona                       | Szabó Éva                          |
| Petit Jean, a favágó       | Richard Darbois  | Farkas Antal                                       | Zágoni Zsolt                       | Faragó András                      |
| Pincérnő                   | Marion Game      | Fabó Györgyi                                       | Kiss Anikó                         | Oláh Orsolya                       |
| Tanárnő                    | Marion Game      | Pápai Erika                                        | Kiss Anikó                         | Pap Katalin                        |
| Polgármester               | N/A              | Kardos Gábor (1. hang) Kisfalussy Bálint (2. hang) | Simon György                       | Izsóf Vilmos                       |
| Szerszámkereskedő          | N/A              | Szűcs Sándor                                       | Antal László                       | Kardos Gábor                       |
| Öregember                  | N/A              | Juhász Tóth Frigyes                                | Antal László                       | Katona Zoltán                      |
| Futár                      | N/A              | Perlaki István                                     | Fehér Péter                        | Versényi László                    |
| Vadnyugati hotel portás    | N/A              | Soós László                                        | Fehér Péter                        | Kardos Gábor                       |
| Mozdonyvezető              | N/A              | Soós László                                        | Gardi Tamás                        | Kapácsy Miklós                     |
| Sam Marido egyik embere    | N/A              | Soós László                                        | Pethes Csaba                       | Faragó András                      |
| Kanadai kocsmáros          | N/A              | Palóczy Frigyes                                    | Pethes Csaba                       | Hegedűs Miklós                     |
| Postás                     | N/A              | Imre István                                        | Fehér Péter                        | Hegedűs Miklós                     |
| Vadnyugati kocsmáros       | N/A              | Imre István                                        | Bolla Róbert                       | Szűcs Sándor                       |
| Bankár                     | N/A              | Barbinek Péter                                     | Katona Zoltán                      | Kapácsy Miklós                     |
| Kocsis #1                  | N/A              | Rudas István                                       | Végh Ferenc                        | Dobránszky Zoltán                  |

## Jelenetek
- Hóviharban (Ma Dalton)
- Dalton mama (Les Dalton dans le blizzard)
- Daltonék jó útra térnek (Les Dalton se rachètent)

## Televíziós megjelenések
- VHS (1. szinkron), TV-2 (1. szinkron), Duna TV (2. szinkron), DVD (3. szinkron)
- M2 (2. szinkron)
- DVD (2. szinkron), Film+ (2. szinkron)